# Andraca lawa
Andraca lawa is een vlinder uit de familie van de gevlamde vlinders (Endromidae). De wetenschappelijke naam van de soort werd voor het eerst geldig gepubliceerd in 2012 door Zolotuhin.